# Žáci s odlišným mateřským jazykem v českých školách
Žáci s odlišným mateřským jazykem v českých školách je odborná publikace od vydavatele META o.s. Materiál vznikl v kolektivu autorů pod vedením Lukáše Radostného v rámci projektu Poradenské a informační centrum pro vzdělávání mladých migrantů podpořeného z Evropského sociálního fondu, státního rozpočtu České republiky a rozpočtu hl. m. Prahy. Příručka byla vydána v roce 2011 v počtu 250 kopií a je dostupná také online.
Jedná se o jednu z prvních praktickou příručku tohoto typu pro pedagogy. Publikace pojednává o práci s žáky, kteří přicházejí do českého školního prostředí ze zahraničí nebo vyrůstali v České republice, přesto však jejich mateřským jazykem není čeština. Materiál je primárně zaměřen na základní školy, velkou část informací však mohou využít i pedagogové středních škol. V rámci nepříliš početné řady odborných příspěvků věnovaných vzdělávání dětí cizinců patří text do specifického žánru metodických příruček a jako takový cílí především na utváření postojů aktérů v rámci multikulturní výchovy.

## Obsah
Publikace se zabývá metodikami pro práci s žáky, kteří se z jakéhokoliv důvodu přestěhovaly ze své země do České republiky. Nejčastěji rodiny s dětmi imigrují z náboženských, politických, či ekonomických důvodů. Z těchto důvodů je možné, že budou děti daleko citlivější a bude tak pro ně učení se se cizímu jazyku těžší než za normálních podmínek. Kromě metodik pro práci s takovými žáky se tato příručka zabývá charakteristice žáků s odlišným mateřským jazykem a také způsobům, jak žákům pomoci zapojit se do běžné výuky v české škole. Vedle praktické roviny se text zaměřuje též na právní a administrativní otázky. Podle zprávy České školní inspekce z roku 2015 navštěvovala webové stránky společnosti META, kde je příručka zveřejněna, v této době přibližně třetina českých škol.
Publikace má sedm kapitol: Migrace do České republiky, Začleňování žáků s odlišným mateřským jazykem, Postup při přijímání cizinců do školy, Interkulturní senzitivita, Začleňování žáků s odlišným mateřským jazykem do výuky, Čeština jako cizí jazyk a Přílohy.

## Kapitoly

### Migrace do České republiky
Tato kapitola pojednává především o důvodech, kvůli kterým se rodiny s dětmi rozhodnout imigrovat do jiné země. Autoři zde mluví především o migraci do České republiky. Kapitola se také dále zabývá charakteristikou žáků s odlišným mateřským jazykem a kulturním šokem, který může nastat, při setkávání odlišných kultur. Nacházejí se zde následující podkapitoly: Migrace v Českém kontextu, Důvody k migraci, Setkávání kultur, Kulturní šok, Migrační politika státu a Vzdělávání migrantů.

### Začleňování žáků s odlišným mateřským jazykem
V této kapitole se nachází informace především o možných úskalích začleňování žáků s odlišným mateřským jazykem do kolektivu. Podle autorů existují nejrůznější způsoby, jak docílit nenásilného začlenění žáka do kolektivu. Dále tato kapitola také pojednává také o vyrovnávacím plánu, za jakých podmínek lze tento vyrovnávací plán zřídit a co by měl obsahovat. Kapitola obsahuje následující podkapitoly: Integrace nebo inkluze, Inkluze jako ideál a Situace žáků s OMJ.

### Postup při přijímání cizinců do školy
Tato kapitola předkládá především školský zákon, který obsahuje správné postupy při přijímání cizinců do školy. Dále se zde nachází následující podkapitoly: Občané EU, Azylanti a žadatelé o azyl, Občané třetích zemí, Financování vzdělávání žáků s OMJ, Přijímací pohovor s rodiči, Zařazení do ročníku a První dny ve škole.

### Interkulturní senzitivita
V této kapitole se nacházejí podkapitoly Nejistota a kulturní rozdíly, Kultura školy a Integrace.

### Začleňování žáků s odlišným mateřským jazykem do výuky
Tato kapitola pojednává o postupech, které je vhodné následovat při příchodu nového žáka s odlišným mateřským jazykem do školy. Kapitola se dále zabývá vyrovnávacím plánem. Dále se zde nacházejí tyto podkapitoly: Hodnocení žáků s OMJ a Asistent pedagoga.

### Čeština jako cizí jazyk
Tato kapitola pojednává o potížích, které mohou nastat, při výuce češtiny jako cizího jazyka. Nacházejí se zde také konkrétní příklady jednotlivých cvičení pro žáky s odlišným mateřským jazykem. Dále kapitola obsahuje následující podkapitoly: Organizace výuky češtiny jako cizího jazyka ve škole, Komunikace s cizincem a Seznam výukových materiálů.

### Přílohy
V této závěrečné kapitole se nacházejí odkazy na webové stránky a zákoníky, které se týkají tématu žáků s odlišným mateřským jazykem.

## Vydavatelství
Vydavatelem publikace Žáci s odlišným mateřským jazykem v českých školách je META o.s – Sdružení pro příležitosti mladých migrantů s kolektivem autorů: Lukáš Radostný, Kristýna Titěrová, Petra Hlavničková, Dana Moree, Barbora Nosálová a Irena Brychnáčová.

## Přijetí publikace
Marián Sloboda knihu v recenzi v časopise Nová čeština doma a ve světě vřele doporučil a konstatoval, že i přes útlost „brožury“ je dílo pro své účely dostatečně rozsáhlé. Kromě jiného vyzdvihl důraz na jazykové aspekty, které nabyly důležitost poté, co v Česku během dvaceti let od roku 1990 značně vzrostla multilingvnost. Zároveň však zpochybnil vhodnost některých terminologických novinek, zejména označení „žák s odlišným mateřským jazykem“, jež zcela neodpovídá
terminologii pocházející z oblasti zkoumání osvojování druhého jazyka (SLA), v níž se užívají spojení první jazyk (L1) a druhý či další jazyk (L2).